# حركة يآكاري

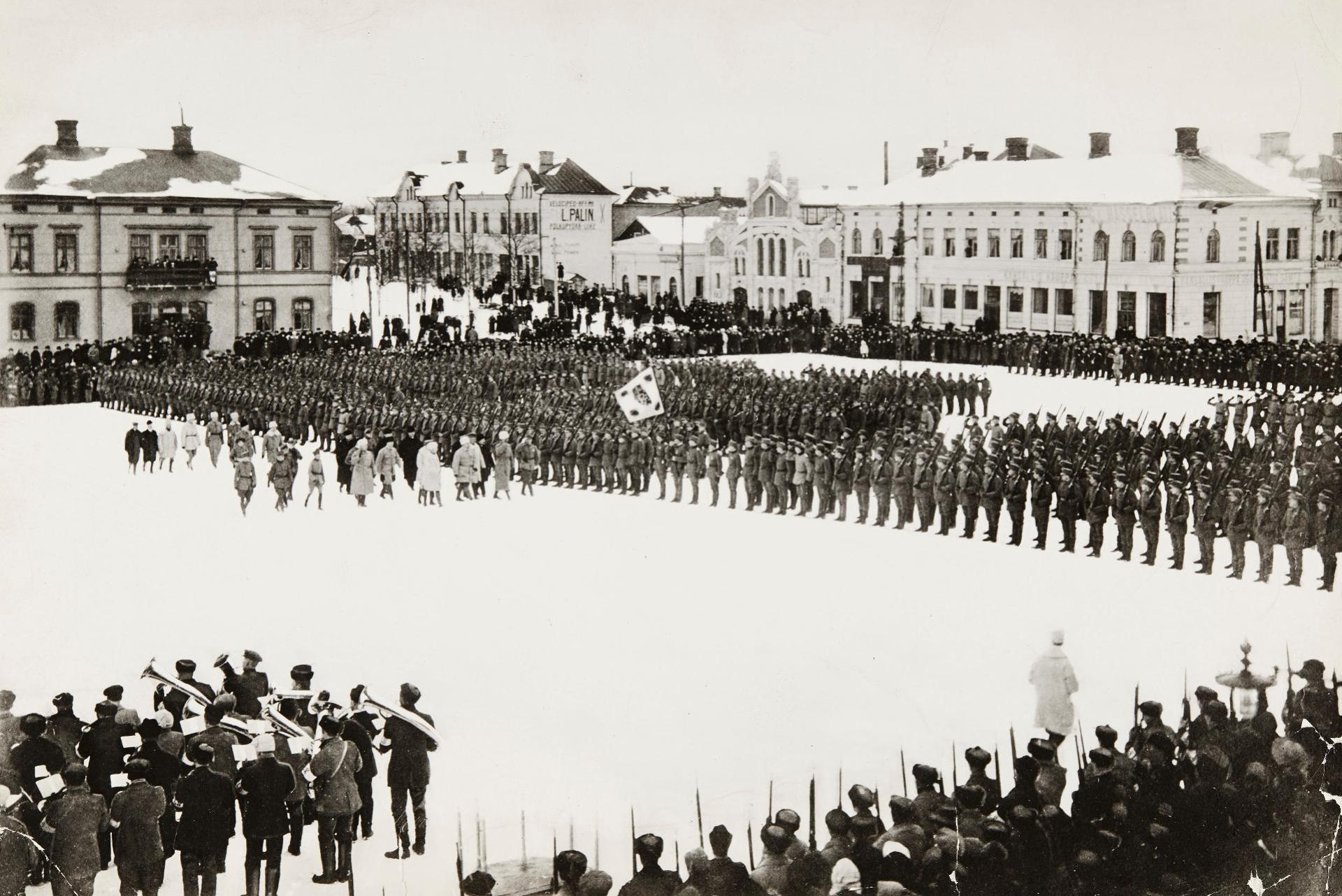
مقاتلو يآكاري الفنلنديون يطوفون ساحة مدينة فآسا 1918.

حركة يآكاري (بالفنلندية Jääkäriliike) متطوعون فنلنديون تدربوا في ألمانيا أثناء الحرب العالمية الأولى المعتمدة من قبل ألمانيا لتمكين الدولة الفنلندية من سيادتها، واحدة من الكثير من الوسائل التي تهدف إلى إضعاف ألمانيا وروسيا منه أن يسبب خسارة لروسيا من المقاطعات الغربية وتوابعها.